# 박근호 (교수)
박근호(朴瑾浩, 1941년 4월 7일~)는 대한민국의 교수이다. 경상남도 김해시 출신이며 호는 홍덕(弘德), 본관은 밀양이다. 제14대 국회의원을 지냈다.

## 학력
- 체신고등학교 졸업
- 동국대학교 정치외교학과 졸업
- 동국대학교 정치학 학사 과정 졸업
- 동국대학교 정치학 석사 과정 졸업
- 동국대학교 정치학 박사 과정 졸업

## 주요 경력
- 동국대학교 정치외교학과 교수
- 동국대학교 기획조정실장
- 미래교육연구소 소장
- 미국 이스턴 워싱턴 대학교 교환 교수
- 미국 미시간 주립 대학교 객원 교수
- 《국민교육신문》 회장
- 내무부 장관 자문 교수
- 국무총리 정책 자문 교수
- 한국정치학회 회원
- 한국행정학회 회원
- 한국지방지치학회 회원
- 대한민국헌정회 이사

## 상훈
- 국민훈장 석류장

## 역대 선거 결과
| 실시년도 | 선거   | 대수 | 직책     | 선거구 | 정당       | 득표수      | 득표율          | 순위        | 당락 | 비고       |
| -------- | ------ | ---- | -------- | ------ | ---------- | ----------- | --------------- | ----------- | ---- | ---------- |
| 1992년   | 총선   | 14대 | 국회의원 | 전국구 | 민주자유당 | 7,923,718표 | \| \| 38.50% \| | 전국구 36번 |      | 초선, 승계 |
|          | 38.50% |      |          |        |            |             |                 |             |      |            |